# Bluma to Lunch
「Bluma to Lunch」（ブルマ・ト・ランチ）は、日本のヒップホップ・グループ、BLOOM VASEの楽曲。2020年12月に発売された3枚目のミニ・アルバム『BLOOM SQUAD』の収録曲である。ドラゴンボールの登場キャラクター、ブルマが題材となった楽曲となっている。

## 人気
「Bluma to Lunch」はショートビデオプラットフォームのTikTok内で2021年1月頃から流行し始め、Billboard JAPANが2021年2月22日～2月28日で集計したランキング、"TikTok HOT SONG Weekly Ranking”では首位を記録している。これまでに2020年4月に発売されたアルバム『BLOOM iSLAND』収録曲の「CHILDAYS」、「Pop Corn」も過去に同チャートにランクインするなど、TikTokで注目を集めていた。
Billboard Japan Heatseekers Songsでは2021年2月15日付のランキングで15位に初登場。その後、動画再生やダウンロード数なども加算していき、3月22日付のランキングでは首位を獲得した。
2021年上半期にTikTokが発表した「TikTok2021上半期トレンド」のミュージック部門を受賞した。
2021年7月、Billboard JAPANチャートにおけるストリーミングの累計再生回数が1億回を突破した。
Billboard JAPANの2021年年間Billboard JAPAN総合ソング・チャート“JAPAN HOT 100”では43位、音楽ストリーミング・サービスのSpotifyが発表した2021年の音楽を振り返る年間ランキングの国内バイラルチャートでは2位、音楽ストリーミング・サービスのLINE MUSICが発表した2021年の”トレンドアワード”では2位、TikTokが発表した2021年の年間チャート「音楽で振り返る！2021 TikTokトレンド」の楽曲再生数ベスト10と楽曲いいね数ベスト10で共に4位を記録した。
2021年12月24日にテレビ朝日で放送された『ミュージックステーション ウルトラSUPER LIVE 2021』にBLOOM VASEが出演し、「Bluma to Lunch」を歌唱した。『2021年ヒットチャートメドレー』のコーナー枠で選出された。

## チャート
| チャート                                       | 最高順位 | 出典  |
| ---------------------------------------------- | -------- | ----- |
| Billboard Japan Heatseekers Songs              | 1        | [ 6 ] |
| Billboard Japan TikTok HOT SONG Weekly Ranking | 1        | [ 5 ] |